# Chignall St James
Chignall St James eller Great Chignal är en ort i civil parish Chignall, i distriktet Chelmsford i grevskapet Essex i England. Orten är belägen 5 km från Chelmsford. År 1888 blev den en del av den då nybildade Chignall. Parish hade 224 invånare år 1881.